# Joe Lisi
Joe Lisi (* 9. September 1950 in New York City, Vereinigte Staaten), auch bekannt als Joe Lissi, ist ein US-amerikanischer Fernsehschauspieler. Einem breiteren Publikum ist er vor allem durch seine Rolle als Lieutenant Swersky in Third Watch: Einsatz am Limit (70 Folgen, 1999–2005) bekannt. Außerdem war er in der Rolle des Dick Barone in Die Sopranos (3 Folgen, 1999–2000) und als Craig Lennon in Law & Order: Special Victims Unit (4 Folgen, 1999–2009) zu sehen. Im Film Jerky Boys: The Movie (1995) hatte er einen Kurzauftritt als Bauarbeiter.

## Leben und Karriere
Lisi wurde am 9. September 1950 in New York City geboren und wuchs dort auf. Er war 24 Jahre beim New York City Police Department und bekleidete am Ende den Rang eines Captains. Während dieser Zeit diente er ab 1969 beim United States Marine Corps Reserve und wurde dort ehrenvoll als Corporal entlassen.
Lisi nahm im Alter von 29 Jahren seine ersten Schauspielunterrichtsstunden, sein Broadway-Debüt machte er jedoch erst mit 52 in dem Theaterstück Take Me Out.

## Filmografie (Auswahl)
- 1999–2000: Die Sopranos (The Sopranos, Fernsehserie, 3 Folgen)
- 1999–2005: Third Watch: Einsatz am Limit (Third Watch, Fernsehserie, 70 Folgen)
- 2001: 15 Minuten Ruhm (15 Minutes)
- 2010: Duell der Magier (The Sorcerer’s Apprentice)
- 2012: Ein riskanter Plan (Man on a Ledge)